# 松平賴學
松平賴學（日语：／ Matsudaira Yorisato，1809年1月18日—1865年10月3日），日本江戶時代大名，西條藩第9代藩主。

## 生平
文化五年十二月初三（1809年1月18日）出生，是西條藩第8代藩主松平賴啓的獨子，幼名哲丸。
天保三年閏十一月二十五（1833年1月15日）父親賴啓隱居，他繼承藩主之位。在位期間的藩政包括編纂20卷的《西條誌》與鼓勵文武事業。弘化三年（1846年）本家紀州藩主德川齊順逝世，其養父德川治寶曾指定松平賴學繼承紀州藩，但附家老水野忠央誹謗治寶中傷幕府，使得最後改為迎立清水德川家的齊彊繼承紀州藩。
文久二年（1862年）十一月二十一賴學隱居，將家督位置讓給第五子賴英，到慶應元年（1865年）逝世，享年56歲。
| 松平賴學        |                               |                 |
| 貴族爵位和頭銜  |                               |                 |
| 前任： 松平賴啓 | 西條松平家當主 1832年－1862年 | 繼任： 松平賴英 |
| 官衔            |                               |                 |
| 前任： 松平賴啓 | 西條藩藩主 1832年－1862年     | 繼任： 松平賴英 |